# コロコペ空港
コロコペ空港（Kolokope Airport）は、トーゴの高原州アニー（Anié）にある空港。